# Hypopetalia pestilens
Hypopetalia pestilens là một loài chuồn chuồn ngô thuộc chi một chi đơn loài thuộc họ Austropetaliidae. Nó là loài đặc hữu của miền trung Chile. Môi trường sống tự nhiên của nó là các con sông. Nó bị đe dọa do mất môi trường sống.